# Teuravuoma-Kivijärvenvuoma
Teuravuoma-Kivijärvenvuoma este o arie protejată (arie specială de conservare — SAC, sit de importanță comunitară — SCI, arie de protecție specială avifaunistică — SPA) din Finlanda întinsă pe o suprafață de 5.788 ha, integral pe uscat.

## Localizare
Centrul sitului Teuravuoma-Kivijärvenvuoma este situat la coordonatele 67°20′21″N 24°05′24″E / 67.3392°N 24.09°E.

## Înființare
Situl Teuravuoma-Kivijärvenvuoma a fost declarat sit de importanță comunitară în august 1998 pentru a proteja 3 specii de plante și 38 de specii de animale. Alte tipuri de protecție:
- arie de protecție specială avifaunistică (în august 1998)[2]
- arie specială de conservare (în aprilie 2015)[1][3][4]

## Biodiversitate
Situată în ecoregiunea boreală, aria protejată conține 7 habitate naturale: Lacuri și iazuri distrofice naturale, Râuri naturale fino-scandinave, Cursuri de apă de la nivel de câmpie la nivel montan, cu vegetație Ranunculion fluitantis și Callitricho-Batrachion, Mlaștini alcaline, Turbării Aapa, Taiga vestică, Mlaștini împădurite.
La baza desemnării sitului se află mai multe specii protejate:
- plante (3): Hamatocaulis lapponicus, Hamatocaulis vernicosus, ochii-șoricelului (Saxifraga hirculus)
- păsări (36): minunița (Aegolius funereus), rață sulițar (Anas acuta), gâscă de semănătură (Anser fabalis), ciuf de câmp (Asio flammeus), Aythya marila, cocoșul de mesteacăn (Bonasa bonasia), prundaș de nămol (Calidris falcinellus), bătăuș (Calidris pugnax), fugaci pitic (Calidris temminckii), erete vânăt (Circus cyaneus), gușă vânătă (Cyanecula svecica), lebădă de iarnă (Cygnus cygnus), ciocănitoare neagră (Dryocopus martius), Emberiza rustica, șoim de iarnă (Falco columbarius), vânturel roșu (Falco tinnunculus), cufundar polar (Gavia arctica), cocor (Grus grus), Hydrocoloeus minutus, pescăruș râzător (Larus ridibundus), becațină mică (Lymnocryptes minimus), Lyrurus tetrix tetrix, rață catifelată (Melanitta fusca), Mergellus albellus, codobatura galbenă (Motacilla flava), notatița cu ciocul subțire (Phalaropus lobatus), ciocănitoare de munte (Picoides tridactylus), ploier auriu (Pluvialis apricaria), corcodel-cu-gât-roșu (Podiceps grisegena), Spatula clypeata, Strix nebulosa, Surnia ulula,  cocoș de munte (Tetrao urogallus), fluierar negru (Tringa erythropus), fluierar de mlaștină (Tringa glareola), fluierarul cu picioare roșii (Tringa totanus)
- mamifere (1): vidră de râu (Lutra lutra)
- nevertebrate (1): Vertigo geyeri

Pe lângă speciile protejate, pe teritoriul sitului au mai fost identificate 2 specii de plante, 20 de specii de păsări, 1 specie de mamifere.